# Réseau points-nœuds

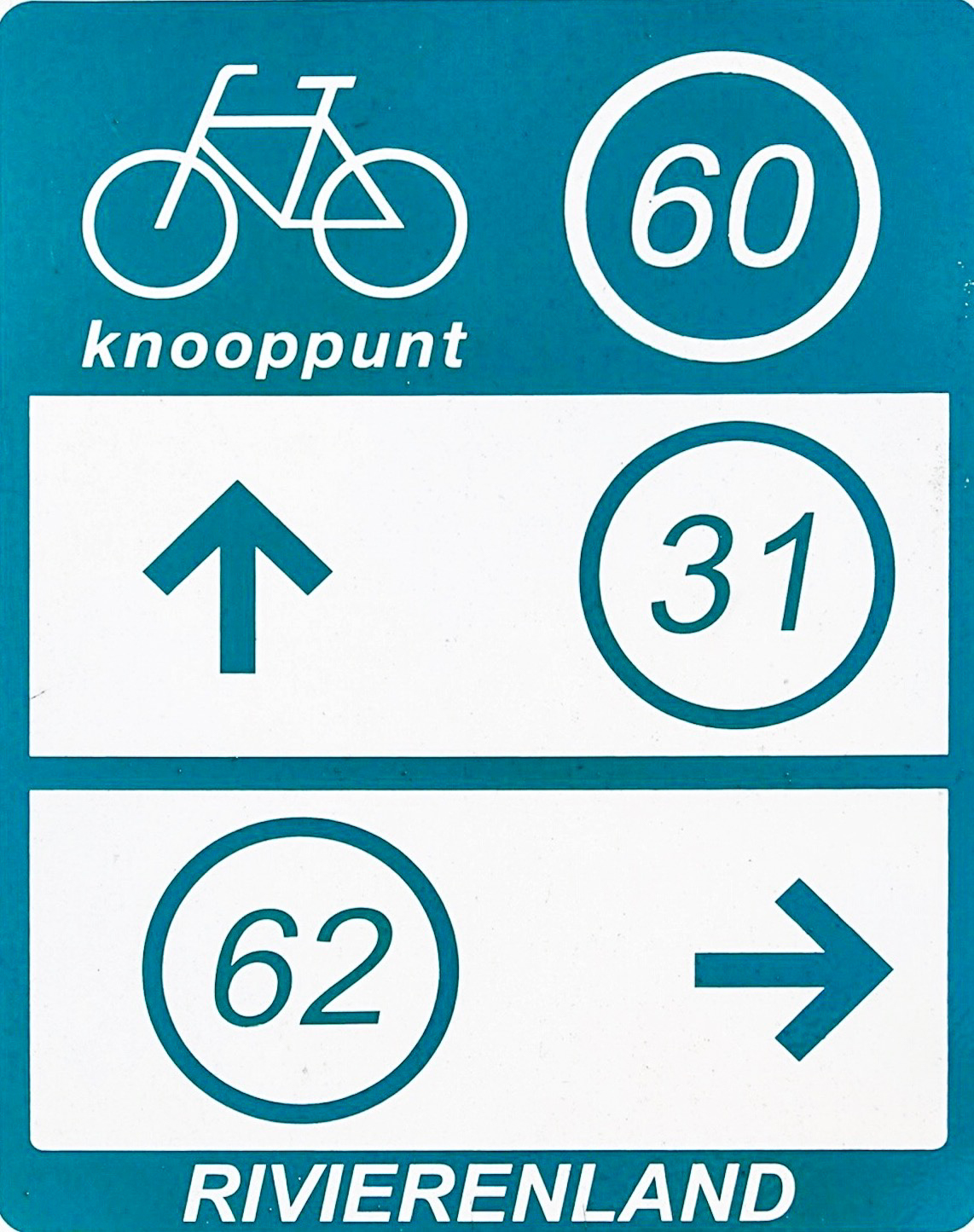
Un signe pour le réseau cyclable à points-nœuds aux Pays-Bas. Il marque le nœud 60 et indique le chemin vers les nœuds 31 et 62. "Rivierenland" est la région ; "knoppunt" signifie "nœud/point d'intersection".

Un réseau points-noeuds (réseau cyclable à points-nœuds, les points-nœuds) (en néerlandais : fietsknooppuntennetwerk) ; (en allemand : Knotenpunktbezogene Wegweisung/Knotenpunktsystem für Radwanderern) [formel] et Radeln nach Zahlen [informel] est un système d'orientation destiné aux cyclistes. On en trouve notamment aux Pays-Bas, en Belgique, en Allemagne et en Croatie, et se développe rapidement à partir de 2017. Chaque intersection ou nœud se voit attribuer un numéro, et les numéros sont balisés, de sorte que le cycliste sait toujours quel chemin emprunter pour se rendre au nœud suivant.
Les nombres ne sont pas uniques, mais les nœuds portant le même numéro sont placés loin les uns des autres, de sorte qu'ils ne peuvent pas être confondus. Pour trouver un itinéraire, le cycliste utilise une liste de numéros de nœuds (la séquence d'intersections qu'il rencontrera). La liste est générée via un site Web, ou une carte téléchargée, routière ou papier. Les numéros d'intersection nécessitent peu de traduction.
Les réseaux cyclables sont, par nature, plus répartis que les itinéraires automobiles, avec plus de carrefours ; ils ne rassemblent pas tous les cyclistes sur les artères cyclables. Le réseau de points-nœuds rend les déplacements à vélo sur de longues distances plus simples (en rendant plus difficile de se perdre) et plus rapides (en évitant des arrêts fréquents pour vérifier une carte). Les zones concernées par un réseau de points-nœuds citent des avantages économiques substantiels, y compris les revenus provenant de l'augmentation du tourisme à vélo.
Le réseau de points-nœuds est plus flexible que les systèmes de signalisation précédents, qui n'indiquaient que de longs itinéraires prédéterminés. La signalisation du réseau de points-nœuds peut être utilisée pour planifier et suivre n'importe quel itinéraire arbitraire à travers le réseau de manière pratique.

## Histoire

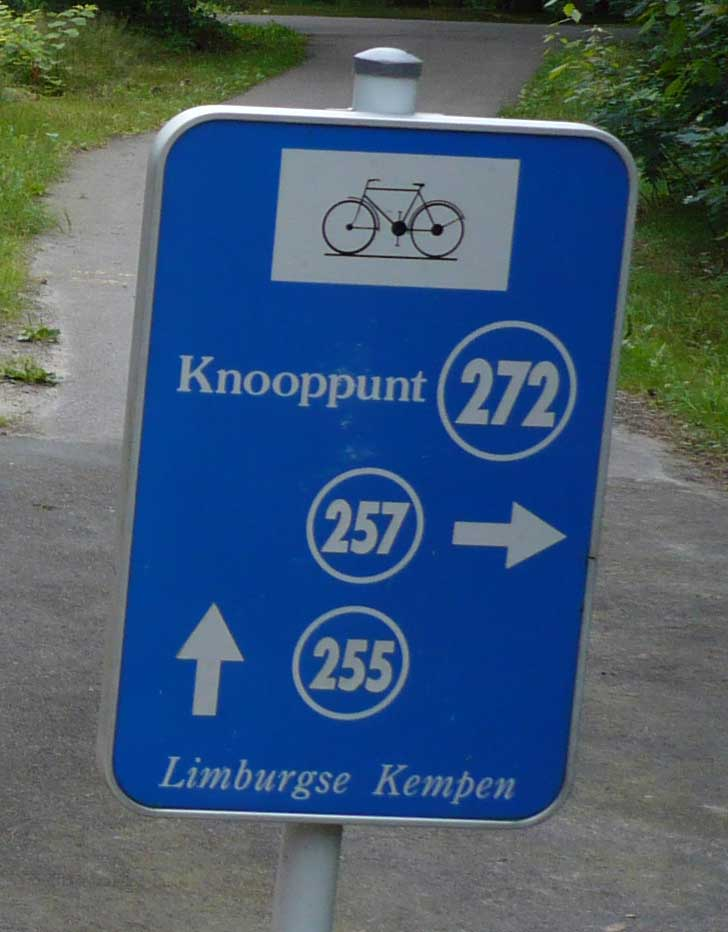
Un panneau au nœud 272 donne des directions vers les nœuds 257 et 255. Limbourg (Belgique)

Le système a été conçu par Hugo Bollen (nl). Bollen a travaillé comme ingénieur des mines de 1971 à 1990, puis a rejoint la Regionaal Landschap Kempen en Maasland (RLKM), un lieu naturel protégé en Flandre. La RLKM n'a pas demandé à Bollen de concevoir le schéma ; il l'a proposé de lui-même. L'idée d'étiqueter chaque intersection a été inspirée par son agacement de devoir s'arrêter à chaque intersection pour lire la carte, lorsqu'il faisait du vélo avec sa femme ; il se décrit personnellement plus comme un randonneur que comme un cycliste. Malgré les rumeurs, la numérotation n'était pas inspirée d'un système d'orientation des mines, ni du métro de Londres. Bollen a déclaré dans une interview de 2017 que le choix était logique : il devait étiqueter chaque intersection, et l'utilisation de noms de ville aurait provoqué le chaos, et il n'y avait pas assez de lettres dans l'alphabet, alors il a utilisé des chiffres,. Il voulait quelque chose de court ; il a estimé qu'il était important que la signalisation ne contienne pas trop d'informations.
Au départ, l'office de tourisme de la Province de Limbourg n'avait pas beaucoup confiance dans le programme, affirmant que les Limbourgeois ne voulaient pas faire du vélo par numéros, mais l'office est venu le soutenir. La première signalisation a été installée en 1995 et le réseau s'est rapidement développé depuis. RLKM estime que le réseau rapporte annuellement 16,5 millions d'euros de revenus à la Campine, dans le Maarsland. Bollen a déclaré qu'il était surpris par le succès du système.
Le prix flamand du mérite sportif a été décerné au système en 2009. Le système a remporté le prix Paul Mijksenaar pour la conception fonctionnelle en 2013.

### Diffusion
Le système a été introduit pour la première fois aux Pays-Bas en 1999 et en 2014, l'ensemble des Pays-Bas faisait partie du réseau. Il a été introduit pour la première fois en Allemagne en 2001 et est en cours d'extension dans plusieurs régions, y compris près des frontières, dans la Ruhrgebiet, la région du Bas-Rhin, le Sauerland et le Siegerland (à partir de mars 2021). En France, 3 réseaux sont recensés dans les Hauts-de-France en 2023 et un autre en cours de déploiement dans le Doubs.
Le système remplace la signalisation plus traditionnelle du réseau national de pistes cyclables : de longues routes nommées, chacune étant signalée individuellement. En 2017-2021, les Pays-Bas ont réduit leurs liaisons LF, en fusionnant certaines d'entre elles. Les voies elles-mêmes sont restées une partie du réseau de nœuds numérotés,. La Belgique a également réduit ses itinéraires nommés en 2012 pour utiliser les nœuds.
Dans le Loiret, le concept de « points-nœuds » est repris pour structurer des pôles de transfert entre différents modes de déplacement (covoiturage, vélo, train, etc.).

## Utilisation

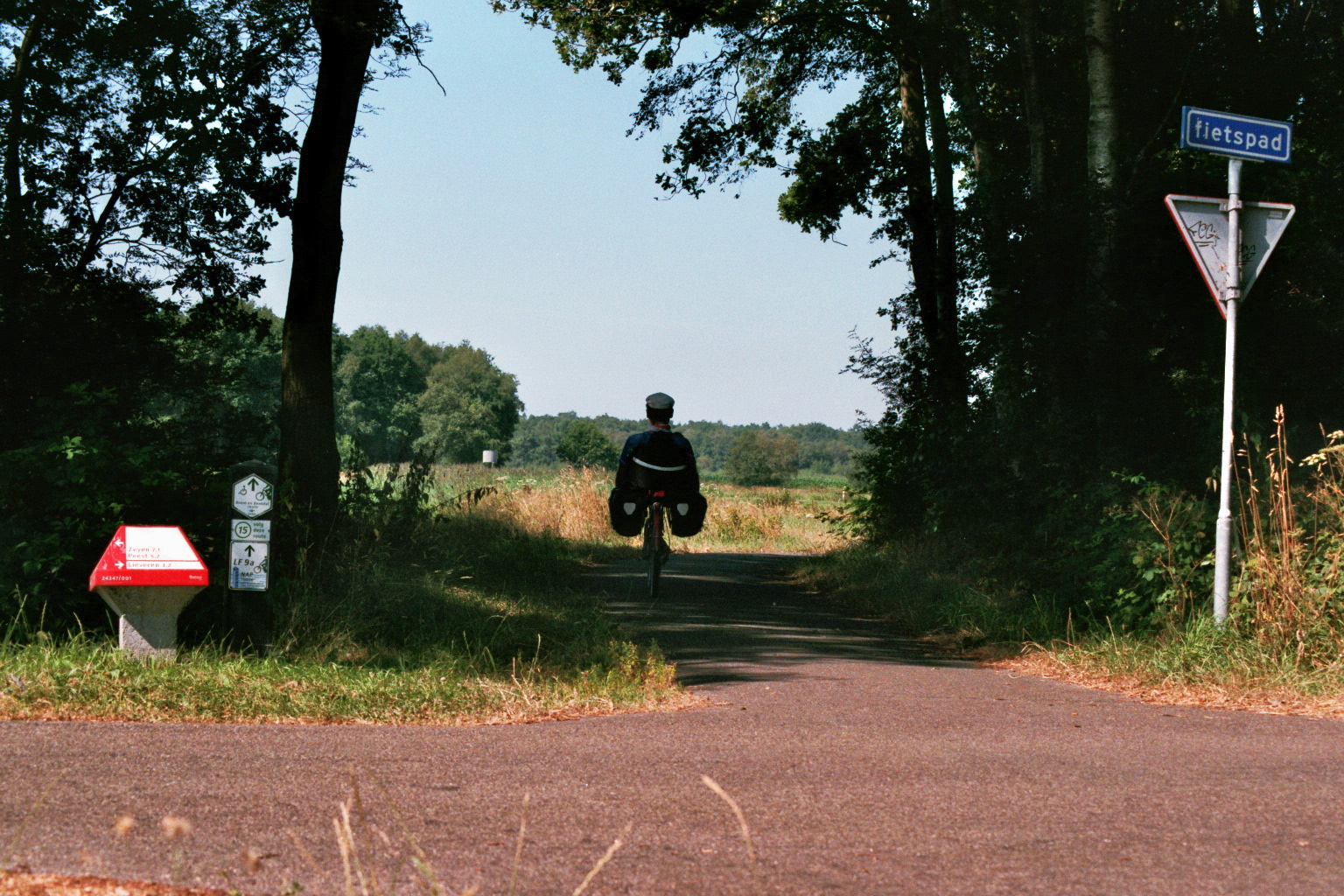
Un vélo couché passe devant un panneau du réseau de nœuds numérotés et un panneau de tabouret (maintenu bas pour l'ergonomie et la discrétion).

Les cartes papier du réseau de nœuds numérotés peuvent être achetées dans les offices de tourisme, et dans certains hôtels et restaurants ; elles sont également disponibles en ligne. Il existe également de nombreux planificateurs d'itinéraires en ligne. OpenStreetMap contient des informations détaillées sur le réseau de nœuds numérotés, disponibles sous forme de cartes et d'ensembles de données téléchargeables sous la licence Open Database.
Les cyclistes impriment parfois les listes de numéros de nœuds et les attachent à leur guidon ou à leur garde-boue avant. Ils peuvent ainsi s'y référer et choisir le bon chemin sans avoir à mémoriser des chiffres ou à s'arrêter.
Les cartes papier, téléchargées ou routières simplifient le changement d'itinéraire lorsque les plans, la météo, etc. changent.
Comme pour les aires de repos le long des routes pour voitures, les réseaux de nœuds cyclables numérotés sont conçus et mis à niveau pour l'accès aux services routiers, tels que les toilettes publiques, l'hébergement et la restauration. Cela encourage le tourisme et est considéré comme une forme de développement économique local. Ces installations sont également cartographiées dans certaines zones.
Les itinéraires ne sont pas entièrement sur des pistes cyclables dédiées ; certaines parties sont sur des routes à faible trafic. Les itinéraires sont sélectionnés pour être agréables à parcourir à vélo et ne sont donc pas toujours les itinéraires les plus courts et les plus rapides,. Bien qu'il n'y ait pas de norme internationale formelle à laquelle les itinéraires doivent satisfaire, les itinéraires sont testés avant d'être ajoutés au réseau, et on s'attend à ce qu'ils soient plus ou moins conformes aux normes néerlandaises pour les itinéraires cyclables. Les points avec beaucoup d'accidentologie cycliste peuvent être retirés du réseau.
Certains points ont des autocollants officiels donnant des instructions pour soumettre des commentaires ou en savoir plus sur l'emplacement. Certaines juridictions annoncent également des itinéraires thématiques ou des itinéraires parallèles aux itinéraires de train, en publiant une série de numéros qui les spécifient.

## Panneaux routiers

### Numérotage

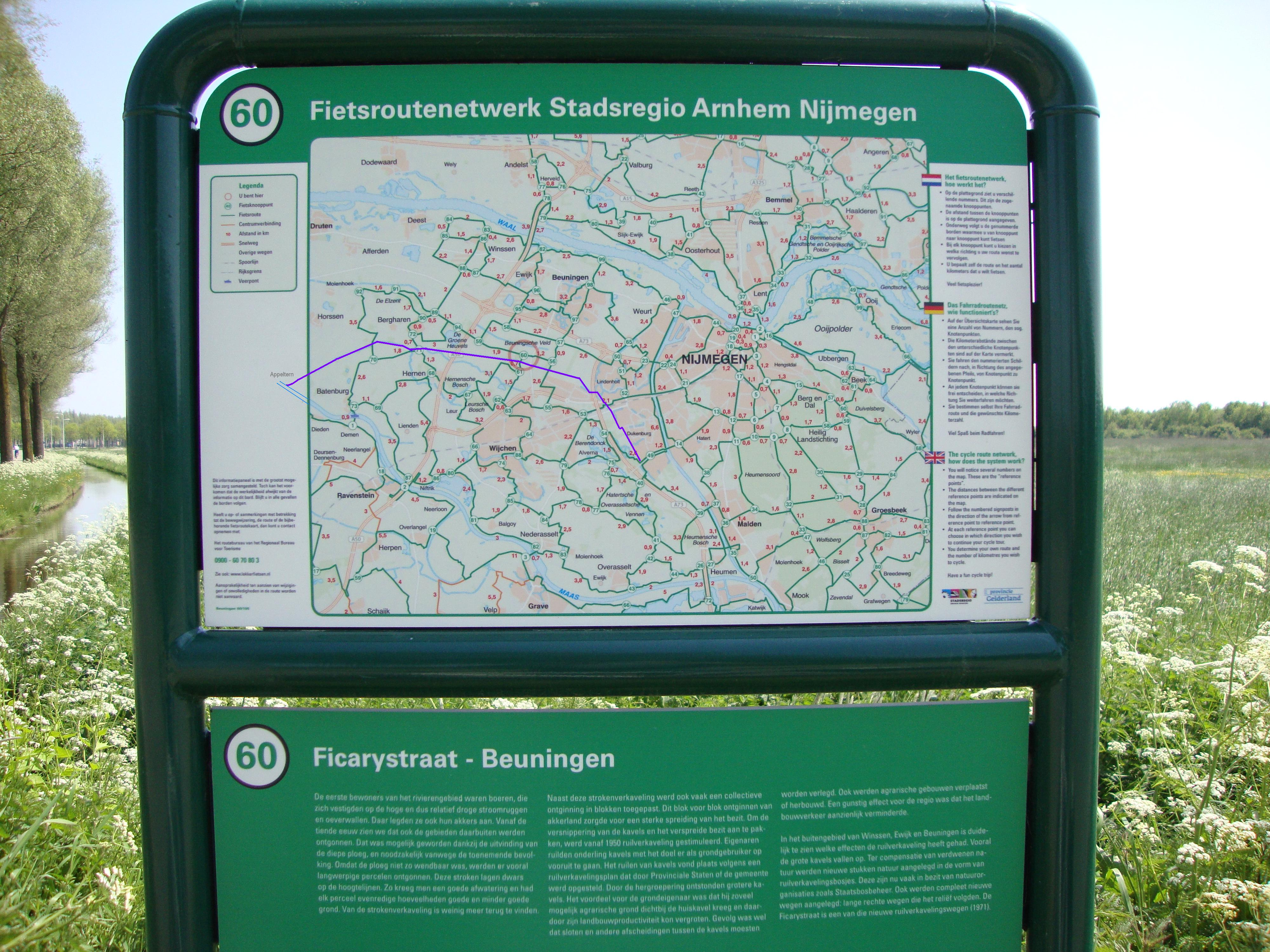
Le réseau néerlandais comprend des villes ; ici, la zone métropolitaine d'Arnhem-Nijmegen est représentée au nœud 60, à Beuningsche Veld.

Aux Pays-Bas, des numéros à un et deux chiffres sont utilisés. Les nœuds portant le même numéro sont placés loin les uns des autres. Des panneaux nomment également la section du réseau et indiquent quelle autorité locale gère le réseau.
La Belgique utilise des numéros à deux et trois chiffres, et ils sont attribués par l'organisation de maintenance locale au lieu d'une organisation centralisatrice. Il est donc très rare que deux nœuds voisins aient le même numéro. Contrairement aux Pays-Bas, le réseau belge de nœuds numérotés exclut les zones urbaines.
En Allemagne, il existe un système à un ou deux chiffres ; comme aux Pays-Bas, elle est organisée au niveau national (par la FGSV[précision nécessaire]), mais la signalisation est généralement mise en place par les offices de tourisme locaux.

### Types de panneaux
Les panneaux de signalisation varient selon les pays. Aux nœuds, les panneaux de nœuds indiquent la direction des nœuds adjacents, et entre les nœuds, les panneaux d'entre-nœuds indiquent aux cyclistes se dirigeant vers le nœud suivant dans quelle direction aller, les rassurant qu'ils sont sur la bonne voie (voir images). Les panneaux sont bidirectionnels. La signalisation comprend également des cartes à différentes échelles. Les distances entre les nœuds sont données,.
Les Pays-Bas et la Belgique ont des panneaux placés au niveau des yeux des cyclistes ou en dessous, avec un texte minimal et grand  (lisible sans ralentir). Il existe un principe aux Pays-Bas selon lequel les cyclistes ne doivent pas être ralentis ou arrêtés ; une vitesse constante est plus confortable et efficace, et permet des temps de trajet plus courts.
En Allemagne, la signalisation standard est placée en hauteur sur des poteaux. Les nœuds allemands sont généralement marqués par un grand panneau rouge, appelé « Knotenpunkthut » (« Nœud-point-chapeau », chapeau au point de nœud ) au sommet du poteau, visible de loin ; juste en dessous, les directions des nœuds adjacents sont indiquées dans le format plus verbeux de la signalisation piétonne traditionnelle (voir les images ci-dessous). La signalisation des nœuds allemands est généralement blanche sur rouge. La plupart des nœuds en Allemagne ont des panneaux de signalisation au niveau des yeux. Le système a été décrit comme idéal pour ceux qui n'ont aucun sens de l'orientation.

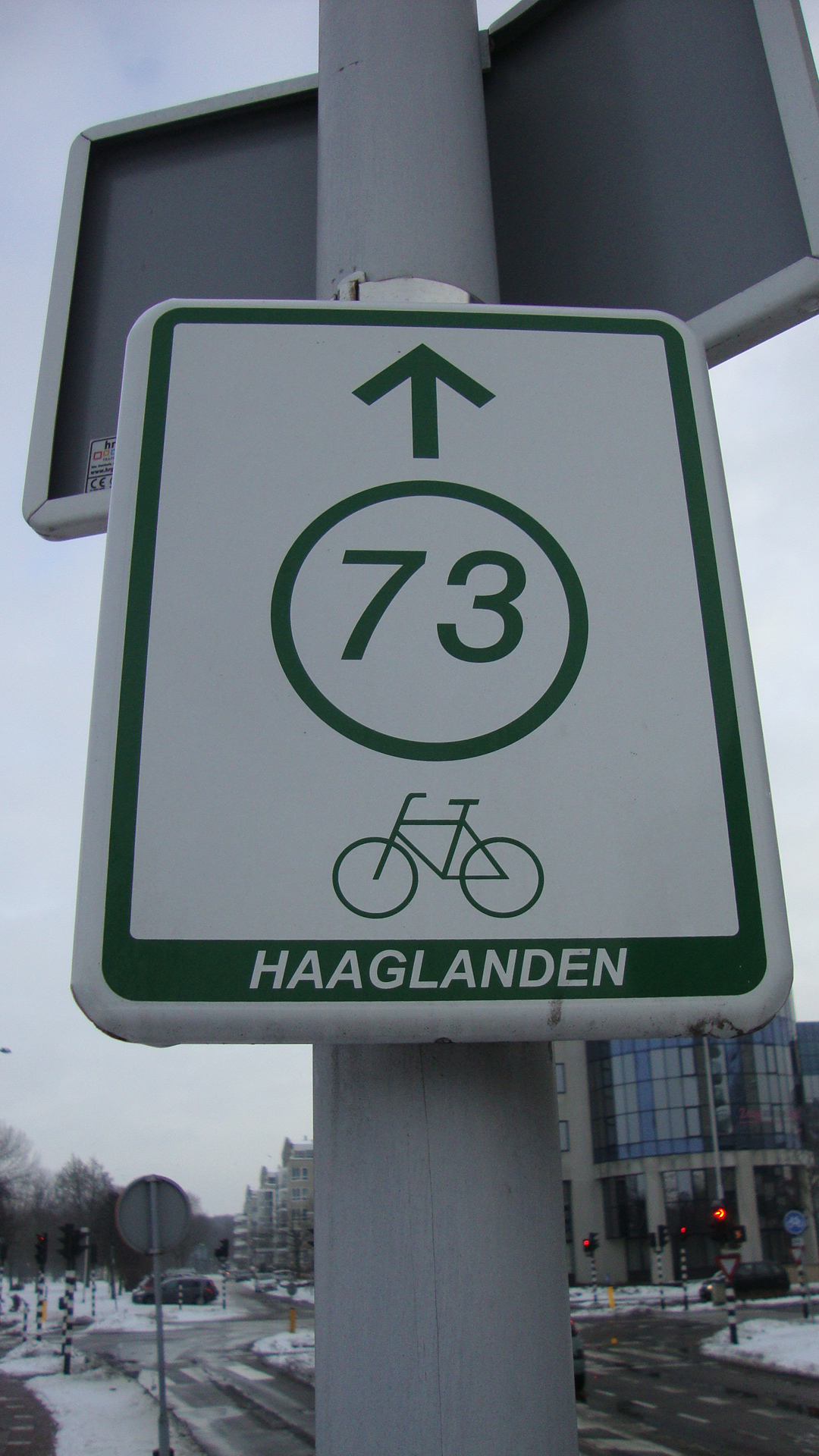
Un panneau entre-nœuds. Haaglanden, Pays-Bas
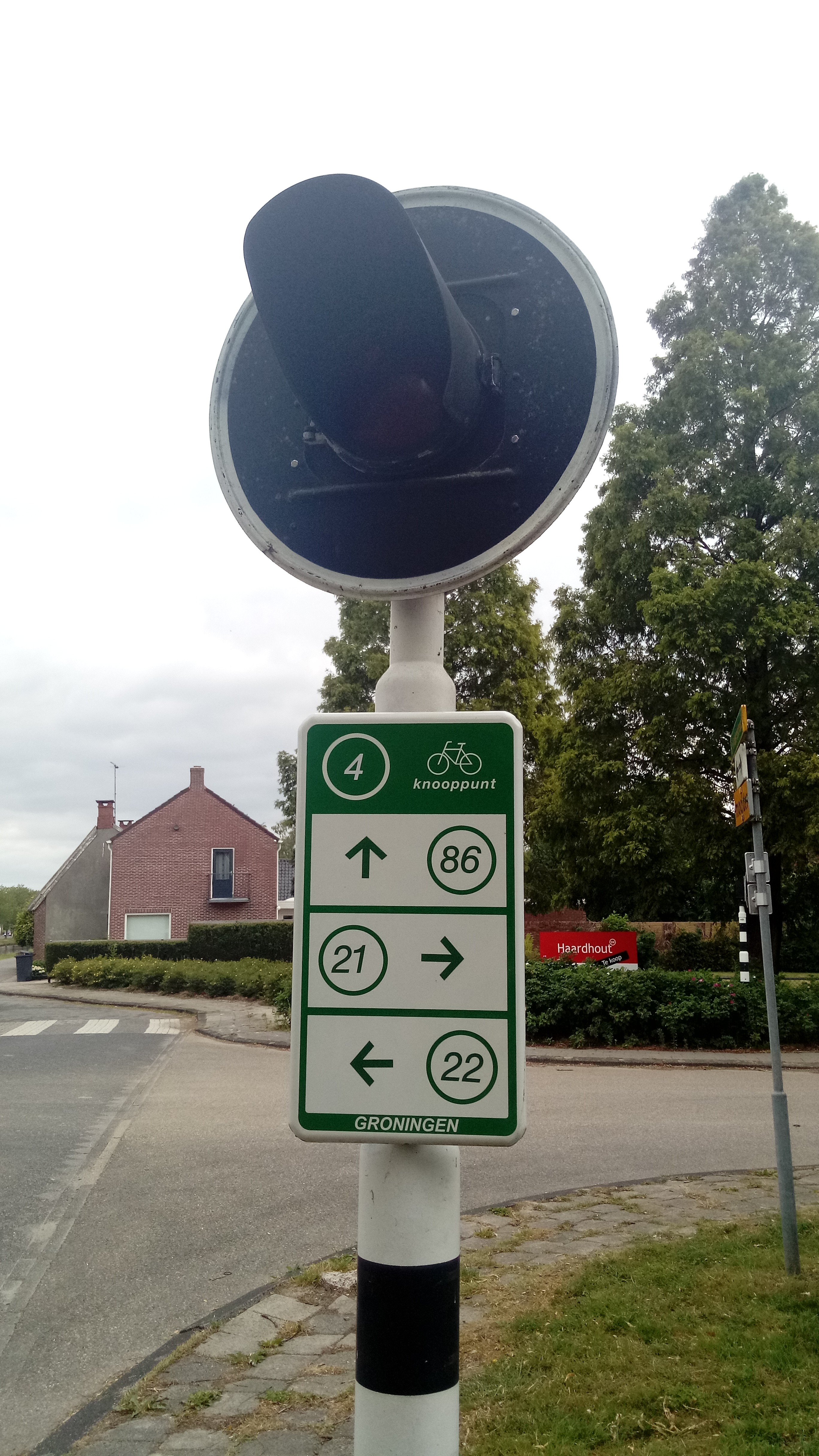
Un "panneau" au nœud quatre, avec les directions vers trois autres nœuds. Oude Pekela, Pays-Bas
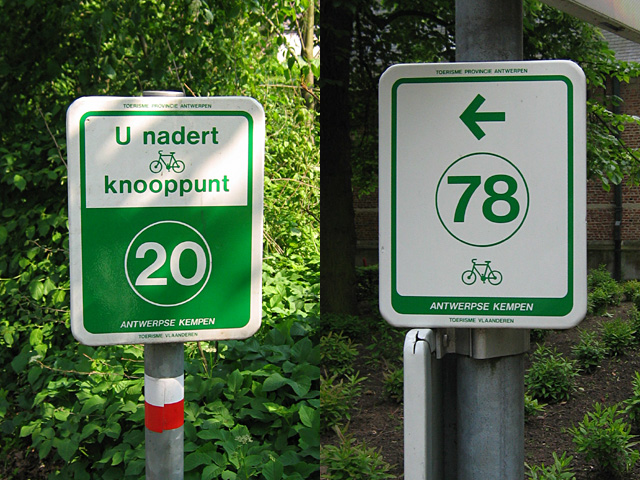
Un panneau indiquant « Vous approchez du nœud 20 » (à gauche) et un panneau d'entre-nœuds (à droite) dans la Campine anversoise, en Belgique. Voir la carte de localisation à ce nœud ci-dessus.
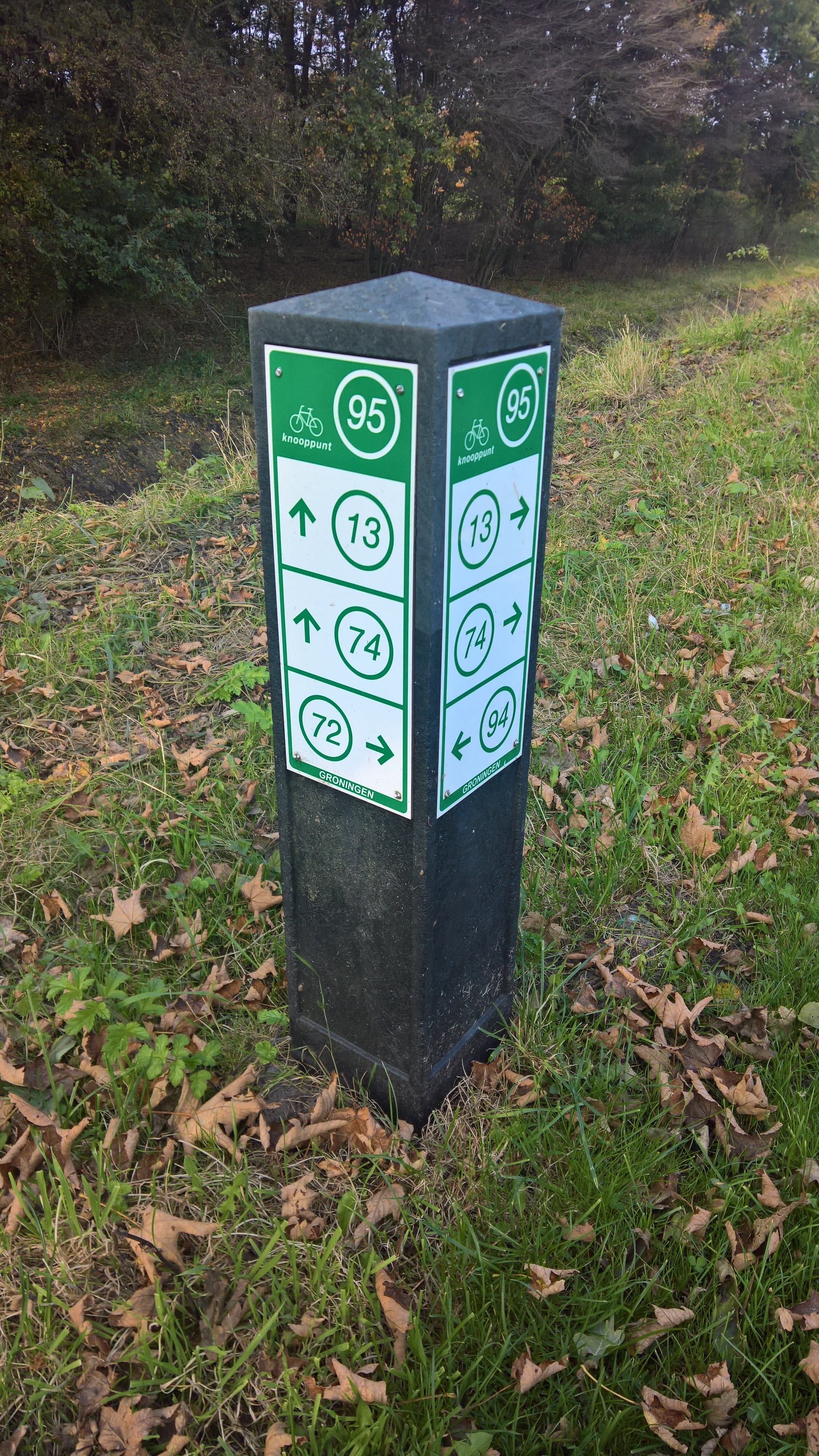
Un panneau au nœud 95 donne la direction des nœuds 72, 74, 13 et 94. Groningue, Pays-Bas
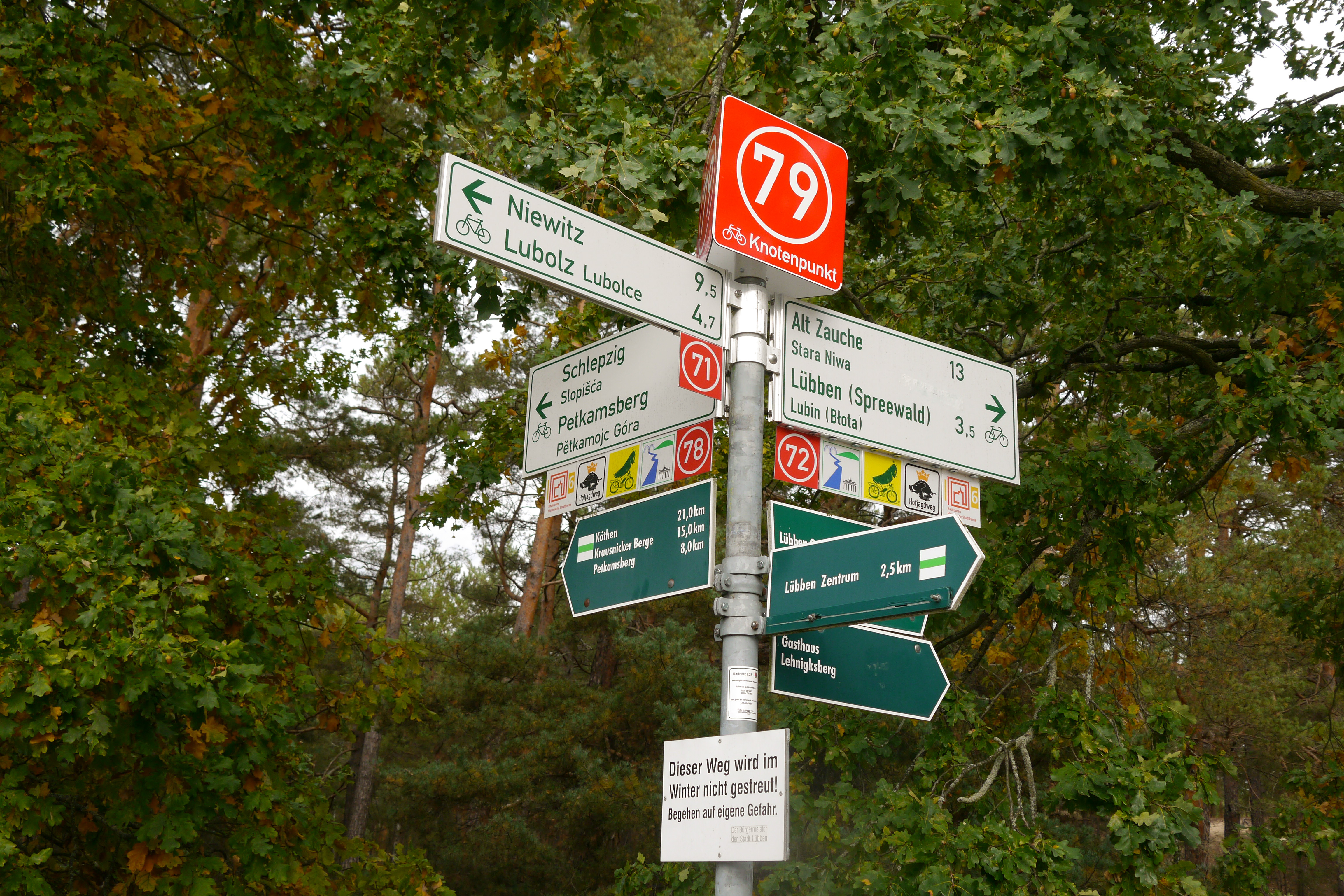
Un panneau de nœud au nœud 79 pointe vers les nœuds 71, 72 et 78. arrondissement de Dahme-Forêt-de-Spree en Allemagne.
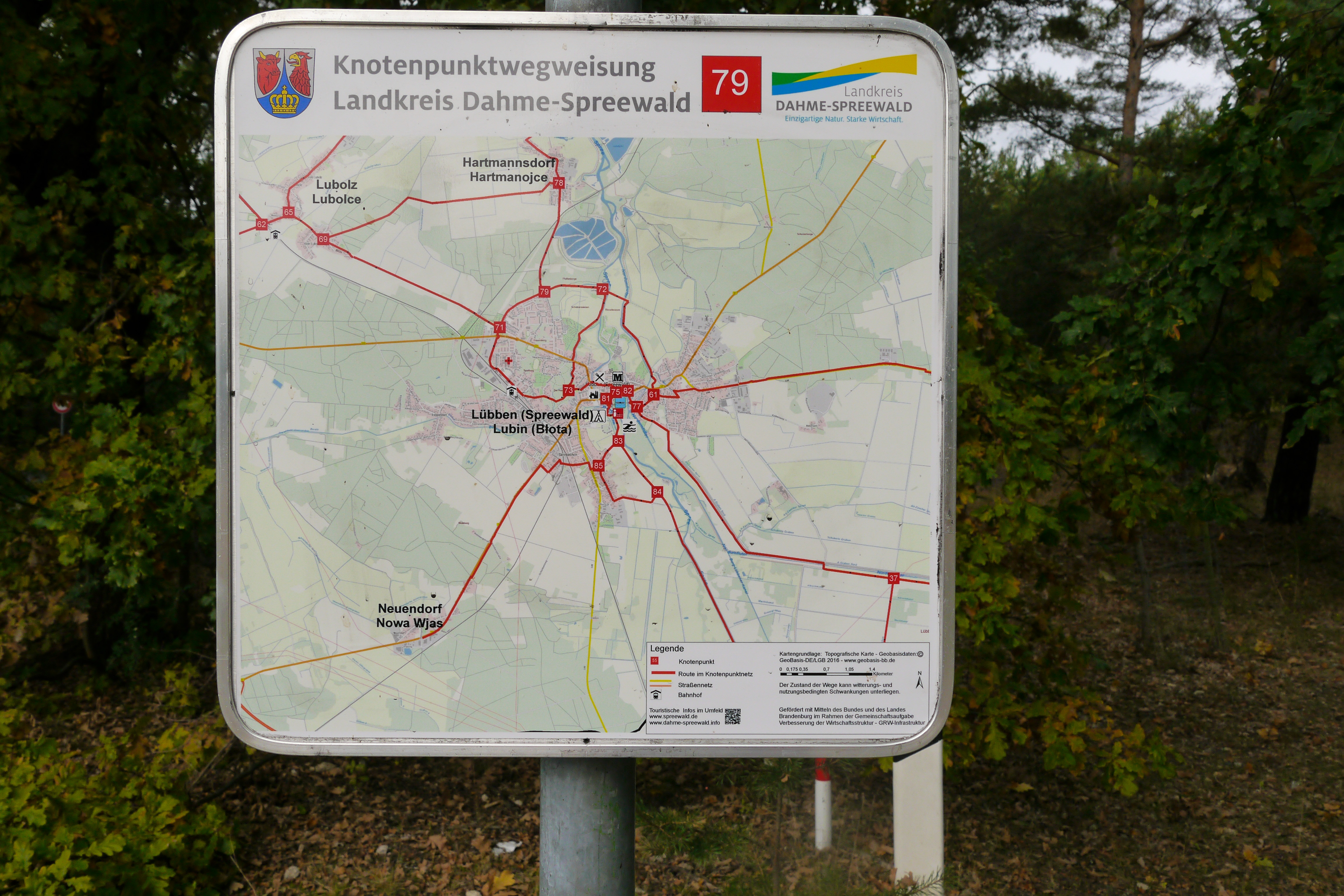
Au même nœud 79, une carte routière allemande montre Lübben.
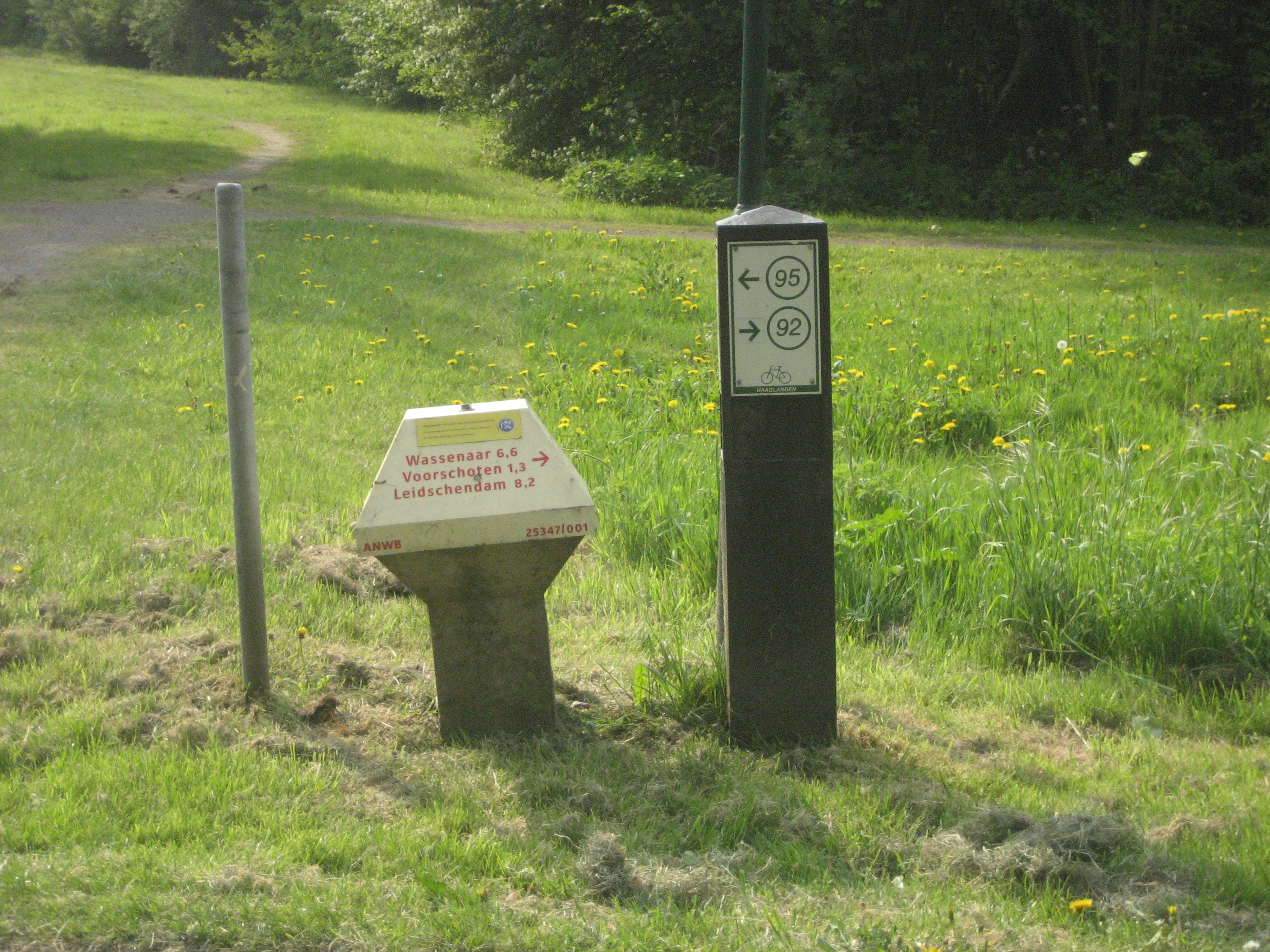
Un panneau d'entre-nœud à côté d'un "panneau-tabouret" qui donne les noms locaux et les distances. Les deux sont utilisés ensemble aux Pays-Bas.
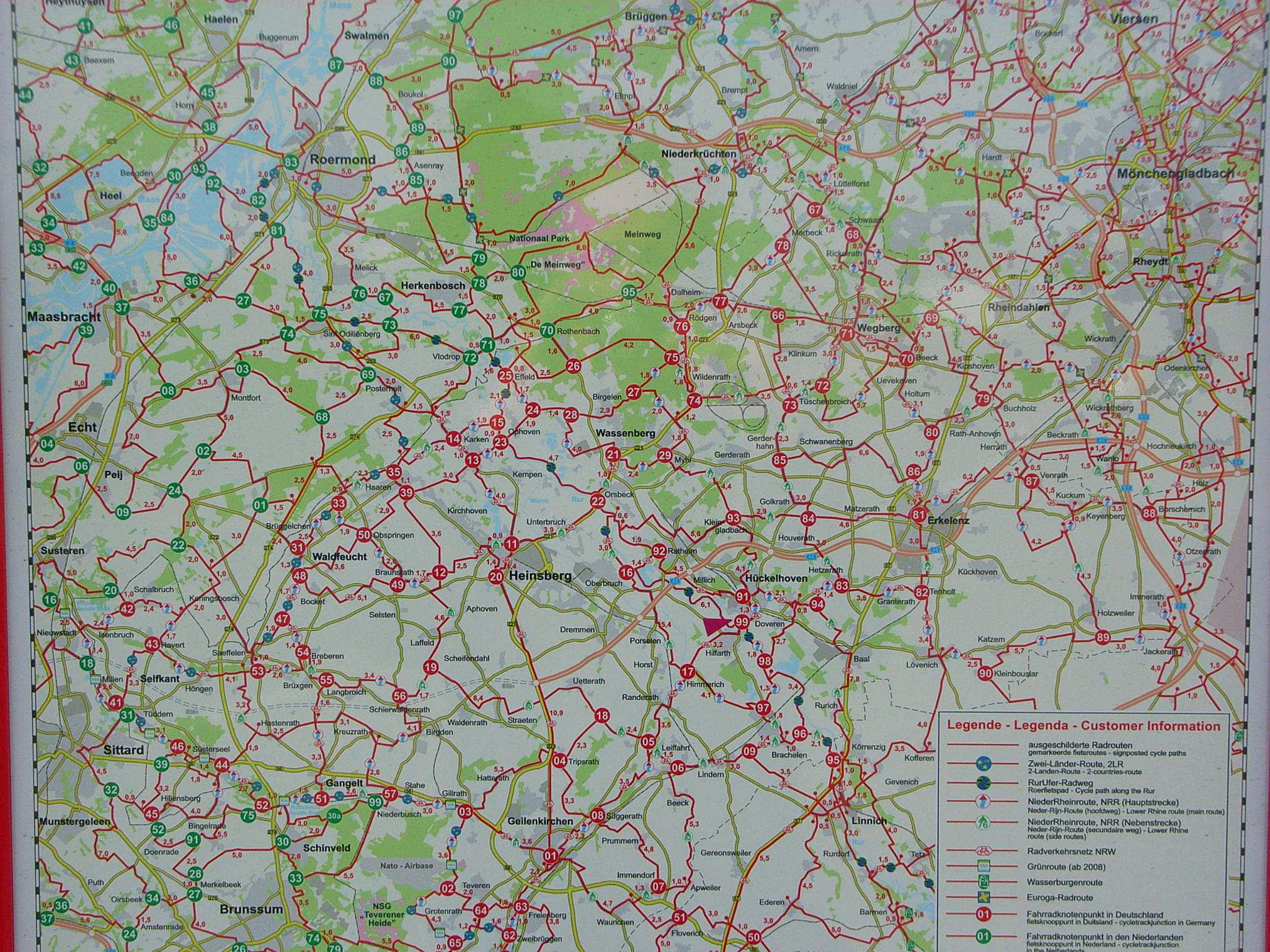
Un panneau néerlandais montrant les nœuds néerlandais en vert (en haut à gauche) et les nœuds allemands en rouge. Le réseau est international.
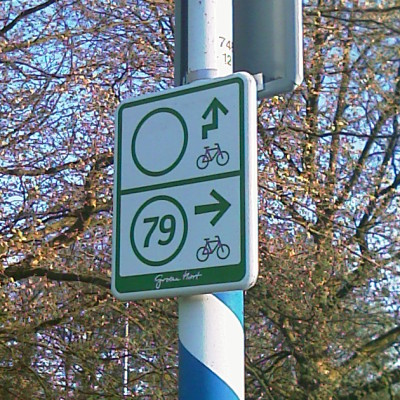
Panneau d'entre-nœuds flambant neuf, il manque un numéro pour un nœud voisin qui n'a pas encore été numéroté. Groene Hart, Pays-Bas.